# Gibbium boieldieui
Gibbium boieldieui là một loài bọ cánh cứng trong họ Ptinidae. Loài này được Levrat miêu tả khoa học năm 1857.